# فينديشيشنباخ
فينديشيشنباخ (بالألمانية: Windischeschenbach) هي بلدة ألمانية تقع في Neustadt an der Waldnaab (district) في ألمانيا. يقدر عدد سكانها بـ 5,489 نسمة .